# 16169 Janapaty
16169 Janapaty è un asteroide della fascia principale. Scoperto nel 2000, presenta un'orbita caratterizzata da un semiasse maggiore pari a 2,1711891 au e da un'eccentricità di 0,0689917, inclinata di 1,70324° rispetto all'eclittica.